# Le Maître d'heure
Le Maître d'heure est un roman de Claude Faraggi publié le 27 novembre 1975 au Mercure de France et ayant reçu la même année le prix Femina.

## Éditions
- Le Maître d'heure, Mercure de France, 1975.  (ISBN 2715210647)